# Skeleton Keys
A Skeleton Keys az angol Omni Trio 2001-es lemeze.

## Számok
1. Skeleton Keys (Omni Trio Remix) (6:37)
2. Silver (6:23)
3. Fire Island (6:04)
4. Ocean Driver (6:43)
5. Sanctuary (Remastered) (7:09)
6. Atomic State (6:28)
7. Red Rain (E-Coli Mix) (6:16)
8. Twin Town Karaoke (Guardians Of Dalliance Remix) (6:17)
9. Remix – Guardians Of Dalliance
10. Trippin' VIP (Remastered) (6:18)
11. Twin Town Karaoke (Original 12" Mix) (6:18)
12. Sanctuary (Ken Ishii Remix) (6:20)
13. Remix – Ken Ishii